# Mopalia ciliata
Mopalia dilicata is een keverslak uit de familie der Mopaliidae.
Mopalia ciliata wordt 25 tot 50 millimeter lang.
Deze soort komt voor van Alaska tot Monterey in Californië.